# Promieniowanie przejścia
Promieniowanie przejścia (ang. transition radiation) – promieniowanie elektromagnetyczne emitowane przez szybko poruszające się cząstki naładowane przy przechodzeniu przez granicę ośrodków o różnych stałych dielektrycznych. Fizyczny mechanizm powstawania tego promieniowania wiąże się z faktem, że pole elektromagnetyczne poruszającej się cząstki zależy od własności elektrycznych ośrodka. Na granicy ośrodków występuje nieciągłość pola, dla skompensowania której musi pojawić się dodatkowe pole promieniowania.
Intensywność i widmo promieniowania przejścia zależą od energii cząstki i jej prędkości. Całkowita intensywność jest proporcjonalna do czynnika Lorentza γ = E/m0c2 (E jest energią cząstki, zaś m0 jej masą spoczynkową). Promieniowanie emitowane jest głównie w stożku o kącie rozwarcia 1/γ wokół kierunku ruchu cząstki.
Ze względu na silną zależność intensywności promieniowania przejścia od czynnika γ, zjawisko bywa wykorzystywane w fizyce cząstek elementarnych do odróżniania elektronów od hadronów przy wysokich pędach (powyżej 1GeV/c). Ponieważ liczba fotonów emitowanych na jednej powierzchni granicznej jest bardzo niewielka, typowy detektor promieniowania przejścia składa się wielu warstw folii z materiału o wysokiej przenikalności elektrycznej i niskim pochłanianiu promieniowania rentgenowskiego (np. polietylen, rzadziej lit lub beryl w atmosferze helu). Za nimi, patrząc w kierunku ruchu cząstki, umieszczony jest detektor promieniowania X (zazwyczaj komora proporcjonalna wypełniona ksenonem).